# Théâtre Tovstonogov
Le Grand Théâtre dramatique Tovstonogov (en russe : Большой драматический театр имени Г. А. Товстоногова), anciennement théâtre Gorki, est une salle de spectacles créée en 1919 à Saint-Pétersbourg. Son directeur artistique depuis 2013 est Andreï Mogoutchi.

## Historique
C'est l'un des premiers théâtres de la ville à avoir été fondé après la révolution d'Octobre. Nommé en l'honneur du régisseur Gueorgui Tovstonogov (1915-1989), il est créé par décret à l'initiative de Maxime Gorki et de sa maîtresse Maria Andreïeva, actrice et « commissaire des théâtres », en août 1918 sous le nom de « Théâtre de tragédies, de drames romantiques et de hautes comédies », mais est plus connu sous les initiales BDT pour Bolchoï Dramatitchesky Teatr (« grand théâtre dramatique »). L'un de ses cofondateurs est le scénographe Alexandre Benois, qui émigra ensuite à Paris en 1926. Le grand acteur dramatique Nikolaï Monakhov (1875-1936) organise la première troupe. Le premier président du directoire (conseil artistique) est le poète Alexandre Blok.
L'inauguration a lieu le 15 février 1919 par une représentation de Don Carlos de Friedrich von Schiller au conservatoire de Petrograd dans une salle non chauffée. Le spectacle dure cinq heures mais personne ne sort. La troupe s'installe l'année suivante au no 65 de la Fontanka, dans l'ancien théâtre Souvorine.
De 1932 à 1992, il porte le nom de « Grand Théâtre dramatique académique léningradois Gorki ». Dès 1956 à 1989 Gueorgui Tovstonogov est le metteur en scène du théâtre. Sous sa direction le théâtre est devenu célèbre dans le monde entier.
Emma Popova y fut actrice pendant une trentaine d'années.